# Église Saint-Achille d'Arilje
L'église Saint-Achille d'Arilje (en serbe cyrillique : Црква Светог Ахилија у Ариљу ; en serbe latin : Crkva Svetog Ahilija u Arilju) est une église orthodoxe serbe située à Arilje, en Serbie, dans le district de Zlatibor. Elle a été construite au XIIIe siècle. Elle dépend de l'éparchie de Žiča et figure sur la liste des monuments culturels d'importance exceptionnelle de la république de Serbie.

## Histoire

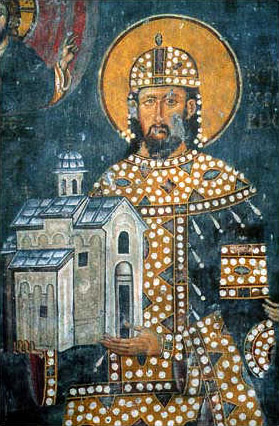
Stefan Dragutin, fresque de Saint-Achille

Après le Xe siècle, des réfugiés venus de Larissa, en Grèce, s'installèrent à l'emplacement de l'actuelle ville d'Arilje, où ils apportèrent les reliques de Saint Achille qui avait été évêque de leur ville au IVe siècle et ils y fondèrent un monastère. En 1219, Saint Sava, le fondateur de l'Église orthodoxe de Serbie fit du monastère d'Arilje le centre de l'évêché de la Morava, qui s'étendait alors sur une région comprenant Arilje, Užice, Valjevo et Čačak.
L'actuelle église fut construite à l'initiative du roi Stefan Dragutin (roi de Serbie de 1276 à 1282 puis roi de Syrmie de 1282 à 1316) à la fin du XIIIe siècle et ornée de fresques entre 1283 et 1286. Le monastère était encore le siège d'un évêché en 1433 mais, en 1650, il est mentionné comme abandonné. L'église a été complètement restaurée en 1996.

## Patrimonialité
L'église figure sur la liste des monuments culturels d'importance exceptionnelle de la république de Serbie (identifiant no SK 162).

## Architecture
L'église Saint-Achille, construite dans le style architectural de l'école de la Raška, est constituée d'une nef unique, avec un narthex et un exo-narthex, avec un chœur rectangulaire ; les façades de l'édifice sont rythmées par des pilastres et des arcatures aveugles. La nef est surmontée d'un dôme possédant six fenêtres, disposition rare dans les églises de Serbie.

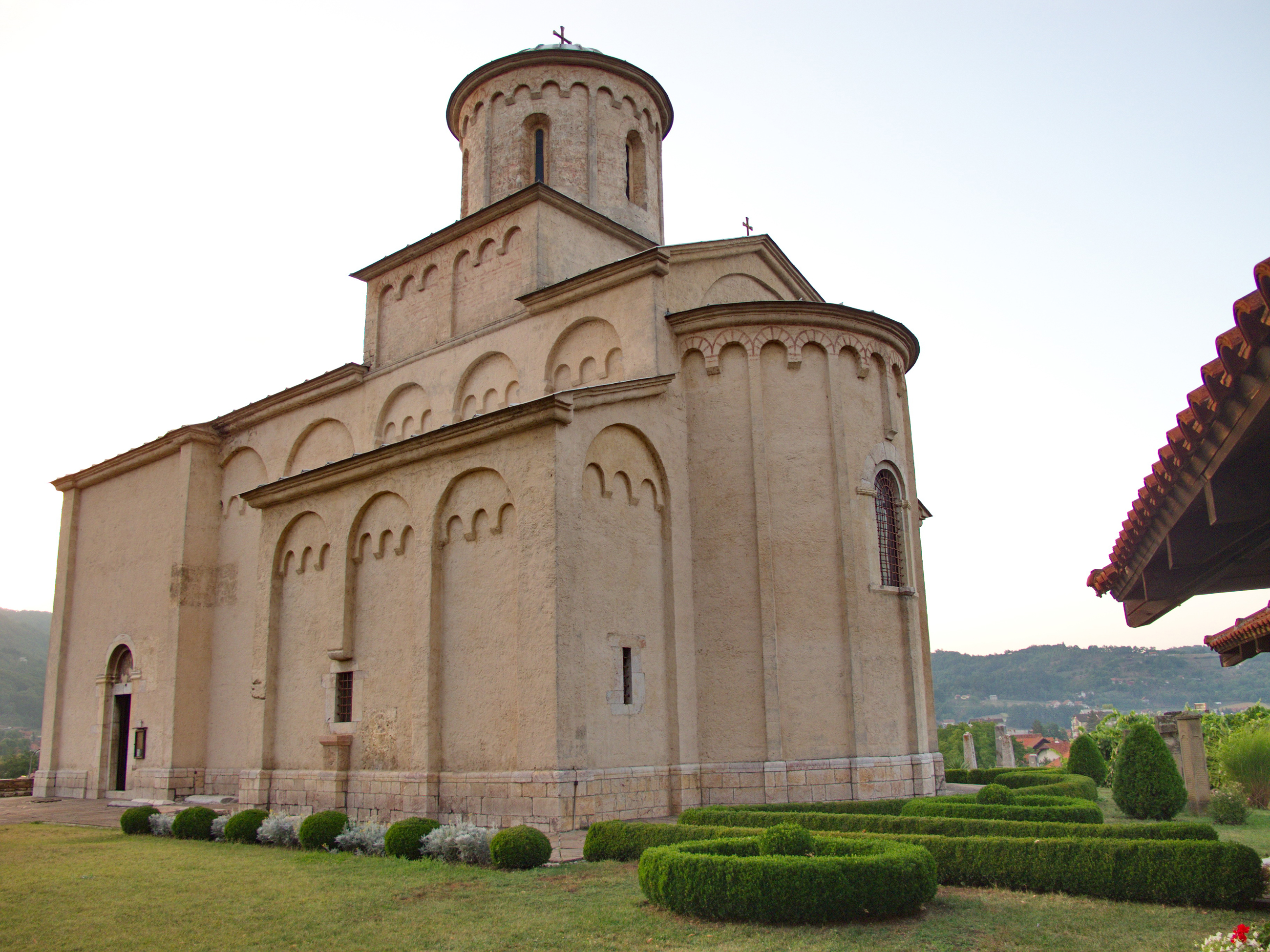
Autre vue de l'église.

## Fresques

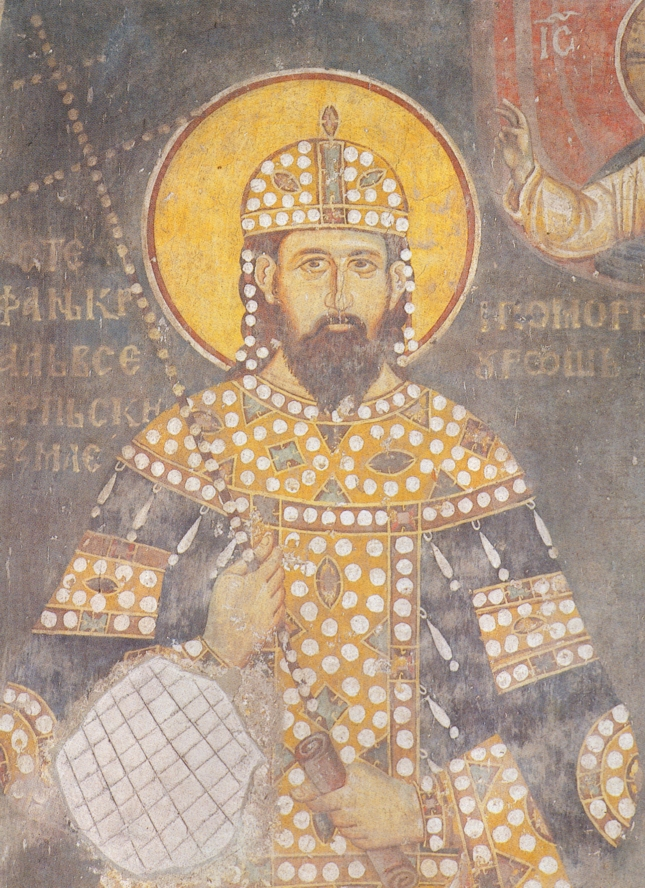
Stefan Milutin, fresque de Saint-Achille

Selon une inscription située dans l'église, les fresques ont été terminées en 1296, ce qui les situe à l'extrême fin de l'âge d'or de la peinture serbe décrit par l'historien Jovan Deretić et qui a connu son apogée avec les fresques du monastère de Sopoćani (1263—1268). Aujourd'hui, les ensembles conservés se situent principalement dans le narthex et, dans une moindre mesure, dans la nef ; l'exonarthex n'abrite que de petits fragments.
Dans la première zone des fresques de la nef sont représentés, debout, les saints de la dynastie serbe des Nemanjić, évêques et archevêques, comme une sorte de confirmation de l'unité de l'Église et de l'État dans la Serbie médiévale. Au-dessus d'eux sont représentées les grandes Fêtes, des scènes de la Vie de la Vierge et de la Passion du Christ. Le diakonikon est orné de scènes de la vie de Saint-Nicolas, tandis que dans l'abside sont représentés des sujets tirés de l'Eucharistie.
Un portrait du roi Dragutin, tenant un modèle de l'église, se trouve dans la partie inférieure du narthex. Au même niveau figurent aussi les portraits de son frère le roi Milutin (1282-1321), de sa femme Katalina et de ses fils Urošic et Vladislav, le tout surmonté de représentations des conciles œcuméniques et de scènes de l'Ancien Testament.